# Sepsi
La sepsi (o setticemia) è una disfunzione d'organo potenzialmente letale, causata da una risposta disregolata dell'organismo a un'infezione.
Le complesse interazioni tra il microrganismo infettante, il sistema immunitario dell'ospite, le risposte infiammatorie e la coagulazione influenzano l'esito nella sepsi.
Malgrado sia meno conosciuta di altre malattie ha un tasso di mortalità cinque volte superiore all'ictus e dieci volte all'infarto. Per aumentarne la consapevolezza nella popolazione è stata istituita la giornata mondiale della sepsi il 13 settembre 2013.
La diagnosi tempestiva è fondamentale per la gestione della sepsi, come l'inizio di una corretta terapia precoce è fondamentale per ridurre la mortalità da sepsi grave. Uno dei problemi da affrontare per una gestione adeguata del paziente settico è il ritardo nell'assegnazione del trattamento corretto che fa seguito alla diagnosi.
In passato la malattia era anche chiamata setticemia (dal greco antico  σηπτικός?,  sēptikós) ed era considerata una condizione di iper-infiammazione e coagulabilità, con conseguente danno cellulare e squilibri della circolazione. Al giorno d'oggi il termine setticemia indica invece lo specifico caso in cui la sepsi è accompagnata da batteriemia (sepsi batteriemica) invece che da altri tipi di infezione, anche se a volte viene utilizzato impropriamente come sinonimo di sepsi.

## Storia ed epidemiologia
Il termine sepsi, etimologicamente, deriva dal greco antico σῆψις?, sêpsis ("putrefazione").
La prima definizione di sepsi da parte della Society of Critical Care Medicine e dell'American College of Chest Physicians è del 1992; i criteri clinici di SIRS, sepsi, sepsi grave e shock settico erano molto simili. La sepsi era precedentemente definita come compresenza di infezione e SIRS; successivamente questa definizione è stata abbandonata, in quanto la SIRS non è sempre presente in alcuni casi gravi di infezione con disfunzione d'organo, ed è invece presente in molti pazienti con infezione ricoverati in ospedale.
Nel 2016 una collaborazione tra SCCM e European Society of Intensive Care Medicine, in un grande progetto di collaborazione internazionale per far conoscere la sepsi e per migliorare l'outcome del paziente settico, denominata "Surviving Sepsis Campaign", ha aggiornato le definizioni elaborandole nel "Sepsis-3": la SIRS non rientra più tra i criteri diagnostici, ed il vecchio concetto di "sepsi grave" è quello attuale di sepsi.
La sepsi si instaura prevalentemente in pazienti critici, immunocompromessi e anziani. Negli Stati Uniti i nuovi casi di sepsi a fine anni Novanta erano stimati sui 750 000 ogni anno, con un'incidenza che si prevedeva destinata ad aumentare dell'1,5% all'anno per l'invecchiamento della popolazione.
Sempre negli USA riguarda il 1-2% di tutti i ricoveri e fino al 25% dei letti disponibili nelle Unità di Terapia Intensiva (ICU), rappresentando la decima più comune causa di morte, secondo i dati del 2000 dei Centers for Disease Control and Prevention.
A causa della sua natura particolarmente aggressiva e multifattoriale, la sepsi conduce rapidamente a morte e costituisce la principale causa di decesso nelle terapie intensive non coronariche di tutto il mondo, con tassi di letalità che vanno dal 20% per la sepsi al 40% per la sepsi grave, ad oltre il 60% per lo shock settico: cumulativamente, nel mondo muoiono per sepsi circa 1 400 persone al giorno.

## Patogenesi
L'attivazione immunitaria che causa la sepsi è una risposta infiammatoria sistemica che causa una generalizzata attivazione delle vie dell'infiammazione e della coagulazione del sangue. Tale situazione può progredire fino allo shock settico e, anche a seguito di trattamento ottimale, può portare alla sindrome da insufficienza multiorgano (MODS) ed eventualmente alla morte.
Condizioni e complicazioni correlate sono:
- Coagulazione intravascolare disseminata (CID): grave stato patologico caratterizzato da anormale attivazione del meccanismo di coagulazione del sangue, che porta alla presenza disseminata di trombi ed emorragie; oltre ad esserne la causa può anche essere causata da una sepsi.
- Necrosi tubulare acuta: porta ad insufficienza renale acuta; può derivare dall'ipoperfusione dei reni in caso di sepsi (cioè: non arriva sangue a sufficienza ai reni, e così questi smettono di funzionare).
- Sindrome da insufficienza multiorgano (MODS): può essere causata anche dalla sepsi.
- Meningite: infezione del tessuto che ricopre il sistema nervoso centrale, ossia l'encefalo ed il midollo spinale; può essere una causa od una complicazione della sepsi.
- Endocardite: infezione della superficie interna del cuore, a contatto con il sangue; come altri quadri patologici può essere una causa od una complicazione della sepsi.
- Piemia: è un tipo di sepsi che porta alla formazione di ascessi disseminati, solitamente causata da Stafilococchi.
- Chetoacidosi nei pazienti affetti da diabete mellito, soggetti allo sviluppo di iperglicemia in caso di sepsi. La chetoacidosi aggrava l'ipotensione, aumentando perciò il rischio di uno shock settico.
- Sofferenza ischemica miocardica, dovuta all’ipoperfusione del cuore, che può portare a grave insufficienza cardiaca. Si può verificare in tutti i casi di sepsi e shock settico ma è più grave nei pazienti anziani cardiopatici.

Entro dodici ore dal sospetto di sepsi è essenziale confermare o escludere qualsiasi fonte di infezione che richiederebbe un controllo, come infezioni del tessuto molle necrotizzante, peritonite, colangite, infarto intestinale.

## Clinica

### Il SOFA score
La disfunzione d'organo alla base della sepsi è definita come un incremento acuto di almeno 2 punti del SOFA score (Sepsis-related Organ Failure Assesment), che comporta un aumento del 10% del rischio di mortalità.
La valutazione completa del SOFA score può richiedere molto tempo, per cui è stato elaborato un nuovo punteggio che permette di identificare più rapidamente i pazienti con sospetta sepsi al di fuori dei reparti di terapia intensiva, il quick SOFA o qSOFA: un paziente che presenti almeno due parametri tra ipotensione (PA sistolica ≤ 100 mmHg), stato neurologico alterato e tachipnea è meritevole di essere valutato al SOFA score per valutarne la potenziale sepsi.
|                                                                                | Punti          | Punti                 | Punti                                                    | Punti                                                                                    | Punti                                                                                |
| Organi/apparati                                                                | 0              | 1                     | 2                                                        | 3                                                                                        | 4                                                                                    |
| ------------------------------------------------------------------------------ | -------------- | --------------------- | -------------------------------------------------------- | ---------------------------------------------------------------------------------------- | ------------------------------------------------------------------------------------ |
| P/F mmHg (o in KPa)                                                            | ≥ 400 (≥ 53,3) | < 400 (< 53,3)        | < 300 (< 40)                                             | < 200 (< 26,7) con supporto respiratorio                                                 | < 100 (<13,3) con supporto respiratorio                                              |
| Piastrine × 103/μl                                                             | ≥ 150          | < 150                 | <100                                                     | < 50                                                                                     | < 20                                                                                 |
| Bilirubina mg/dL (o μmol/L)                                                    | < 1,2 (< 20)   | 1,2 - 1,9 (20 - 32)   | 2,0 - 5,9 (33 - 101)                                     | 6,0 - 11,9 (102 - 204)                                                                   | > 12 (> 204)                                                                         |
| Pressione arteriosa (dosaggi di catecolamine da considerarsi per almeno 1 ora) | PAM ≥ 70 mmHg  | PAM < 70 mmHg         | Dopamina < 5 µg/kg/min o dobutamina a qualsiasi dosaggio | Dopamina 5,1 - 15 µg/kg/min o adrenalina ≤ 0,1 µg/kg/min o noradrenalina ≤ 0,1 µg/kg/min | Dopamina > 15 µg/kg/min o adrenalina > 0,1 µg/kg/min o noradrenalina > 0,1 µg/kg/min |
| GCS                                                                            | 15             | 13 - 14               | 10 - 12                                                  | 6 - 9                                                                                    | < 6                                                                                  |
| Creatinina sierica mg/dL (o μmol/L)                                            | < 1,2 (< 110)  | 1,2 - 1,9 (110 - 170) | 2,0 - 3,4 (171 - 299)                                    | 3,5 - 4,9 (300 - 440)                                                                    | > 5 (> 440)                                                                          |
| Diuresi mL/giorno                                                              |                |                       |                                                          | < 500                                                                                    | < 200                                                                                |

### Segni e sintomi
Oltre ai sintomi correlati all'infezione, la sepsi è frequentemente associata sia con febbre o ipotermia, respirazione rapida, elevata frequenza cardiaca, confusione ed edema.
I primi segni sono elevata frequenza cardiaca, diminuzione della minzione e della glicemia, mentre i segni di sepsi diagnosticata sono confusione, acidosi metabolica, bassa pressione sanguigna, diminuzione della resistenza vascolare sistemica, gittata cardiaca più alta e disfunzioni della coagulazione del sangue (lividi o sanguinamento).

### Esami di laboratorio e strumentali
Entro le prime tre ore dal sospetto di sepsi, gli esami diagnostici dovrebbero includere la misurazione del lattato sierico e l'esame delle colture appropriate prima di iniziare un trattamento antimicrobico, purché questo non venga ritardato per più di 45 minuti.
Per identificare l'agente patogeno, almeno due emocolture (aerobi ed anaerobi) devono essere ottenute, con almeno una presa per via percutanea e una attraverso un catetere vascolare (ad esempio un catetere intravenoso). Se si sospettano altre fonti, possono essere ottenute altre culture, come l'urina, fluido cerebrospinale, da ferite o da secrezioni respiratorie.

### Diagnosi differenziale
La diagnosi differenziale di sepsi è ampia e comprende le condizioni che possono causare i segni sistemici di SIRS: astinenza da alcol, embolia polmonare, tireotossicosi, anafilassi, insufficienza surrenalica, e shock neurogeno.

## Trattamento
Se nel giro di sei ore vi è ipotensione persistente, nonostante la somministrazione iniziale di fluidi a 30 ml/kg, o se il lattato iniziale è ≥ 4 mmol/L (36 mg/dL), dovrebbero essere misurate la pressione venosa centrale e la saturazione di ossigeno venoso.
La terapia della sepsi si basa su antibiotici a largo spettro, drenaggio chirurgico di raccolte infette, somministrazione di liquidi e supporto adeguato della disfunzione d'organo. Il supporto può consistere nella dialisi nell'insufficienza renale, nella ventilazione meccanica nell'insufficienza respiratoria, nell'infusione di liquidi, emoderivati e farmaci vasopressori nell'insufficienza circolatoria. Inoltre, soprattutto se si protrae nel tempo tale stato, è importante assicurare un'adeguata nutrizione, eventualmente parenterale.
La Early Goal Directed Therapy (EGDT, terapia precoce diretta al raggiungimento dell'obiettivo) è un approccio sistematico alla rianimazione validato nel trattamento della sepsi grave e dello shock settico che dev'essere intrapreso già nel Pronto Soccorso. Il razionale consiste nell'uso di un approccio a tappe, facendo raggiungere al paziente degli obiettivi fisiologici intermedi, per ottimizzare così il precarico, il postcarico e la contrattilità cardiaci, ottimizzando dunque l'arrivo di ossigeno ai tessuti. Con l'applicazione di questo protocollo, nello studio originale la mortalità veniva ridotta dal 46,5% nel gruppo di controllo al 30,5% nel gruppo trattato. Le linee guida della Surviving Sepsis Campaign raccomandano la EGDT per la rianimazione iniziale del paziente settico con un'evidenza di livello B (singolo RCT, randomized controlled trial, studio controllato randomizzato).
La maggioranza delle terapie che miravano direttamente al processo infiammatorio hanno fallito nel migliorare l'esito. Solo la proteina C attivata (drotrecogin alfa attivato) ha dimostrato di diminuire la letalità da circa il 31% a circa il 25% nella sepsi grave. Essa ha proprietà antinfiammatorie, anticoagulanti e fibrinolitiche ed ha dimostrato di migliorare il microcircolo che è alterato nella sepsi.